# Pterogrammoides longipennis
Pterogrammoides longipennis är en tvåvingeart som beskrevs av Papp 1972. Pterogrammoides longipennis ingår i släktet Pterogrammoides och familjen hoppflugor. Inga underarter finns listade i Catalogue of Life.